# Palacio Kadriorg
El palacio Kadriorg, originariamente llamado Catherinethal (valle de Catalina) en honor a Catalina I de Rusia, es un palacio barroco petrino situado en Tallin, la capital de Estonia. Fue construido tras la Gran Guerra del Norte por los arquitectos Gaetano Chiaveri y Mijaíl Zemtsov según los diseños de Nicola Michetti. En el siglo XX la versión estonia del nombre, Kadriorg, ganó adeptos y llegó a ser aplicado a la comarca. El palacio alberga actualmente el Museo de Arte Kadriorg, una de las sedes del Museo de Arte de Estonia, que muestra arte europeo desde el siglo XVI hasta el siglo XX. El Museo Kumu, otra de las sedes del Museo de Arte de Estonia, está situado en el parque.

## Construcción
Tras el exitoso asedio de Reval en 1710, Pedro el Grande de Rusia compró una casa solariega de estilo holandés en Lasnamäe para su esposa Catalina. La actual casa es el resultado de una profunda renovación ordenada por Nicolás I de Rusia en 1827.
El nuevo palacio se inició el 25 de julio de 1718. Pedro y Catalina visitaron la residencia inacabada en varias ocasiones, pero tras la muerte del emperador en 1725 Catalina no mostró interés en la propiedad. La gran sala con las iniciales de Catalina y la abundante decoración de estuco (atribuidos a Heinrich von Bergen) aún sobreviven, pero muchas otras de las estancias interiores del palacio han sido alteradas.
El jardinero Ilya Surmin fue responsable del jardín de flores con dos fuentes y del llamado jardín espejismo en varios niveles. La distribución del parque comparte similitudes con el de Strelna.

## Restauración

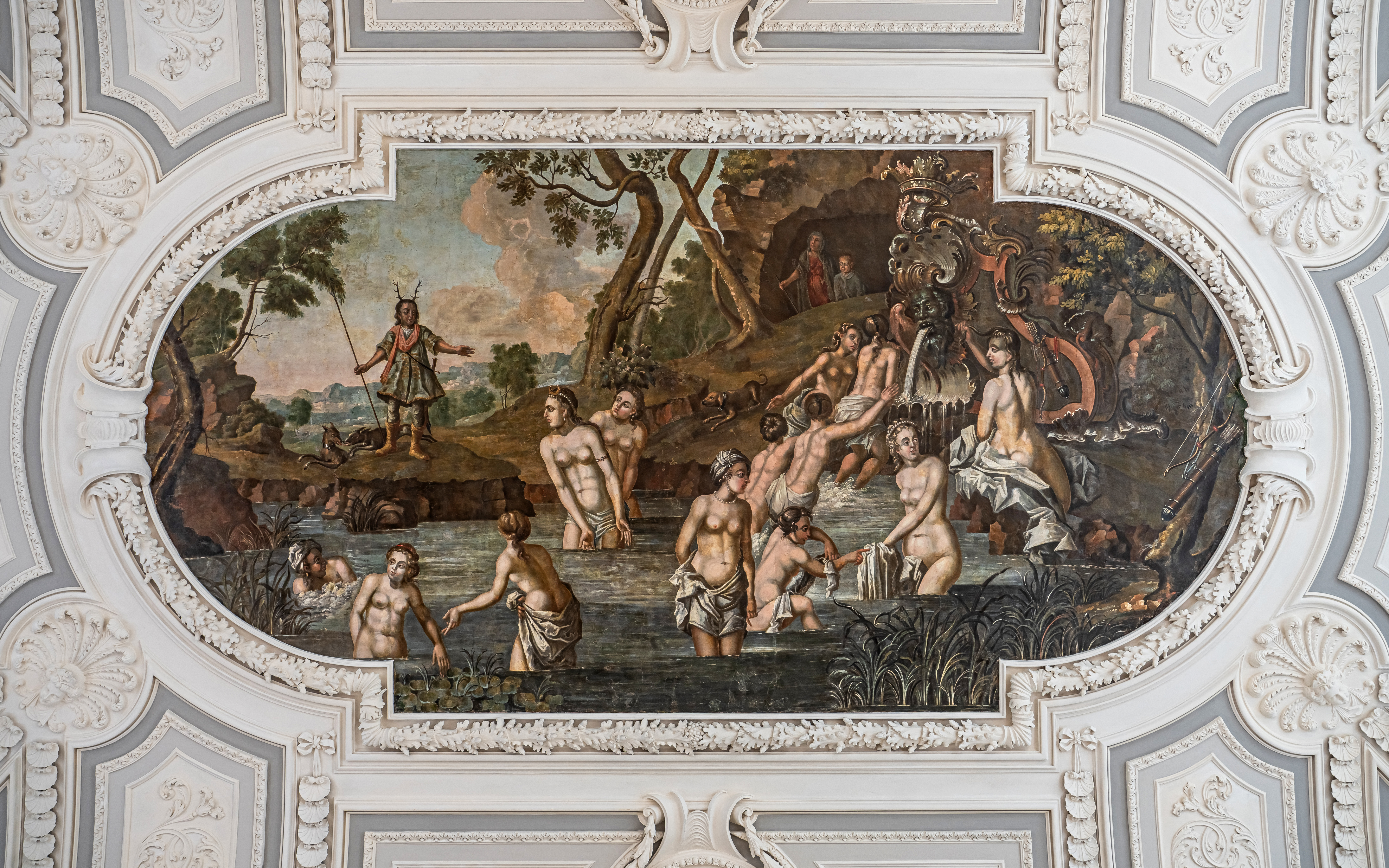
Fresco del techo del gran salon

El Catherinethal fue abandonado por la realeza rusa a lo largo de finales del siglo XVIII y XIX. En la década de 1930 Konstantin Päts, primer presidente de Estonia, se embarcó en restauraciones extensas y controvertidas con el objetivo de transformar el parque y el palacio en su dominio privado. Un palacio presidencial construido en los terrenos en 1938 fue diseñado por Alar Kotli.
El palacio se convirtió en la sede principal del Museo de Arte de Estonia en 1921. El museo fue realojado en lugares temporales a partir de 1929, mientras que el palacio se convertía en la residencia del presidente de Estonia. Volvió al palacio en 1946. El palacio fue cerrado en 1991 después de haber caído en un gran estado de deterioro. Se decidió que un nuevo edificio se establecería cerca del museo (el KunstiMuuseum o "KUMU"). Desde 1993 hasta 2005, una parte de la colección se pudo visitar en la Casa de Caballero Estonio en el centro histórico de Tallin.
Una vez restaurado, el palacio reabrió sus puertas en el verano del año 2000, pero ya no es usado como edificio principal del museo, sino sólo como una sección del mismo. Alberga la colección de arte extranjero del museo. Este museo de arte tiene pinturas de Bartholomeus van der Helst, Gillis van Valckenborch (La quema de Troya), Jacob Jordaens (Sagrada Familia), Lambert de Hondt , Adriaen Cornelisz Beeldemaker (Cazador a Caballo), Maria Wagner, Bernardo Strozzi, Pietro Liberi, Anton Graff, Angelica Kauffmann, Francesco Fontebasso, Mikhail Clodt e Ilya Repin (Historia del Soldado).

## Galería de imágenes

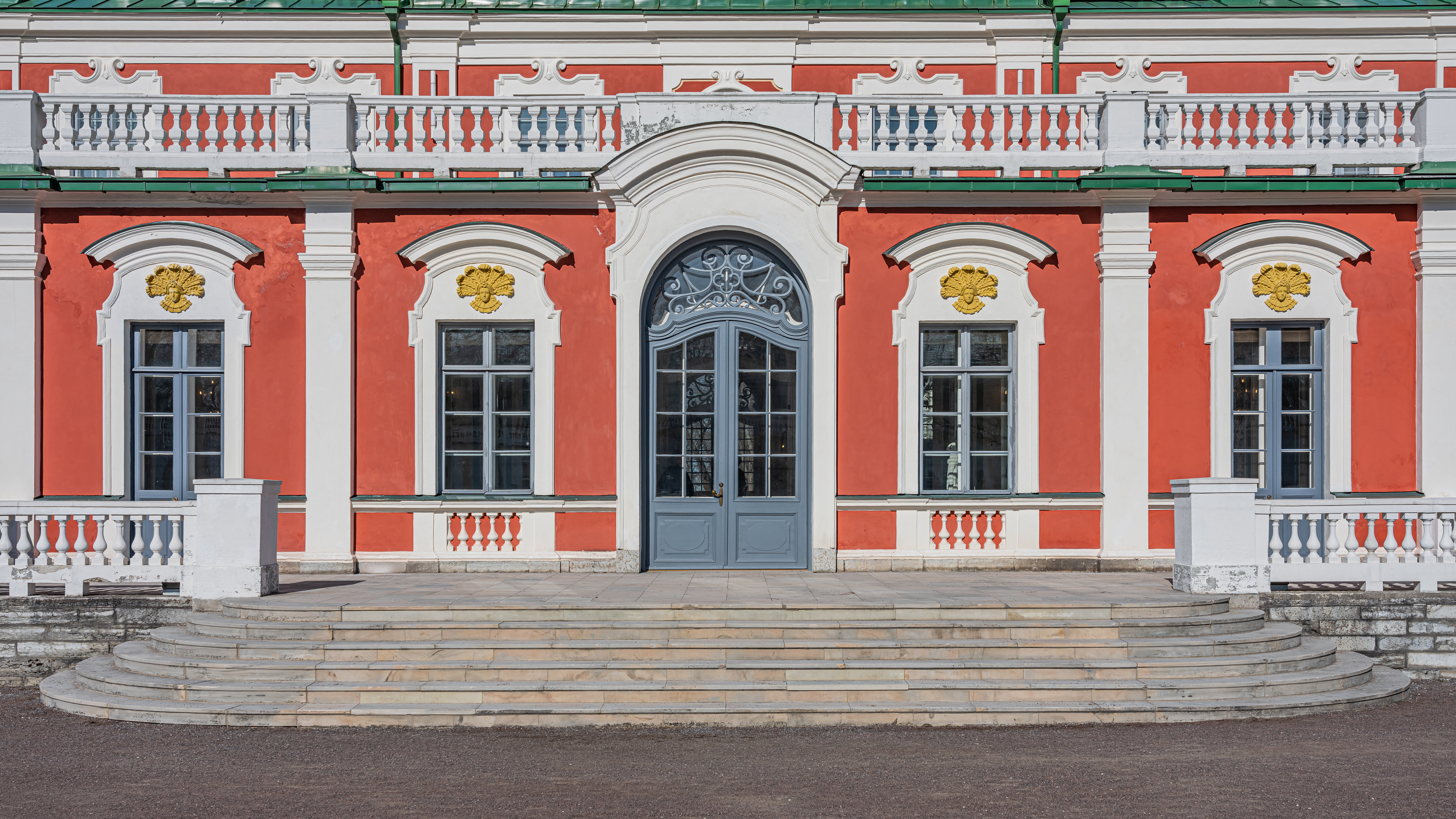
Detalle.
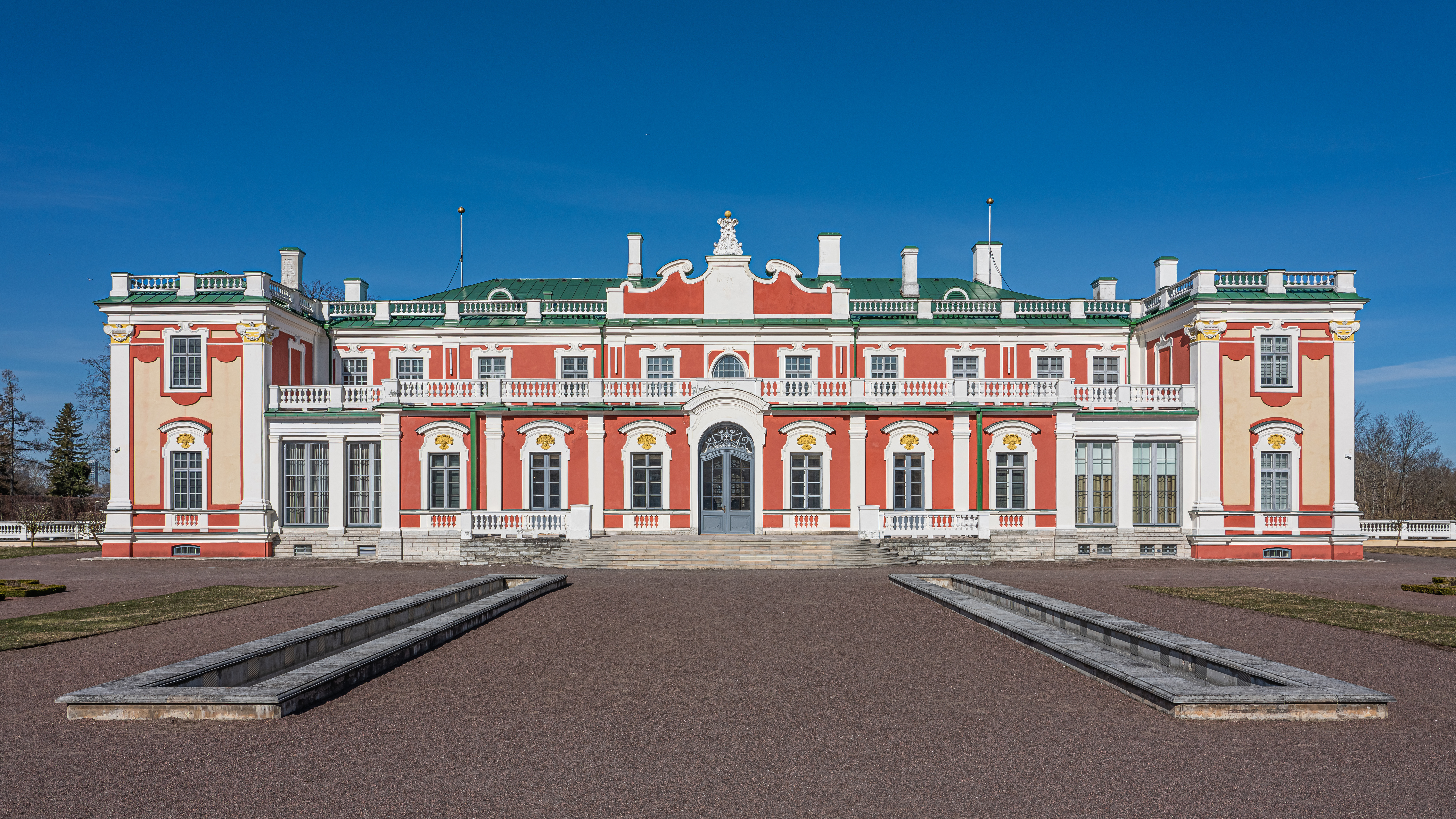
Fachada.
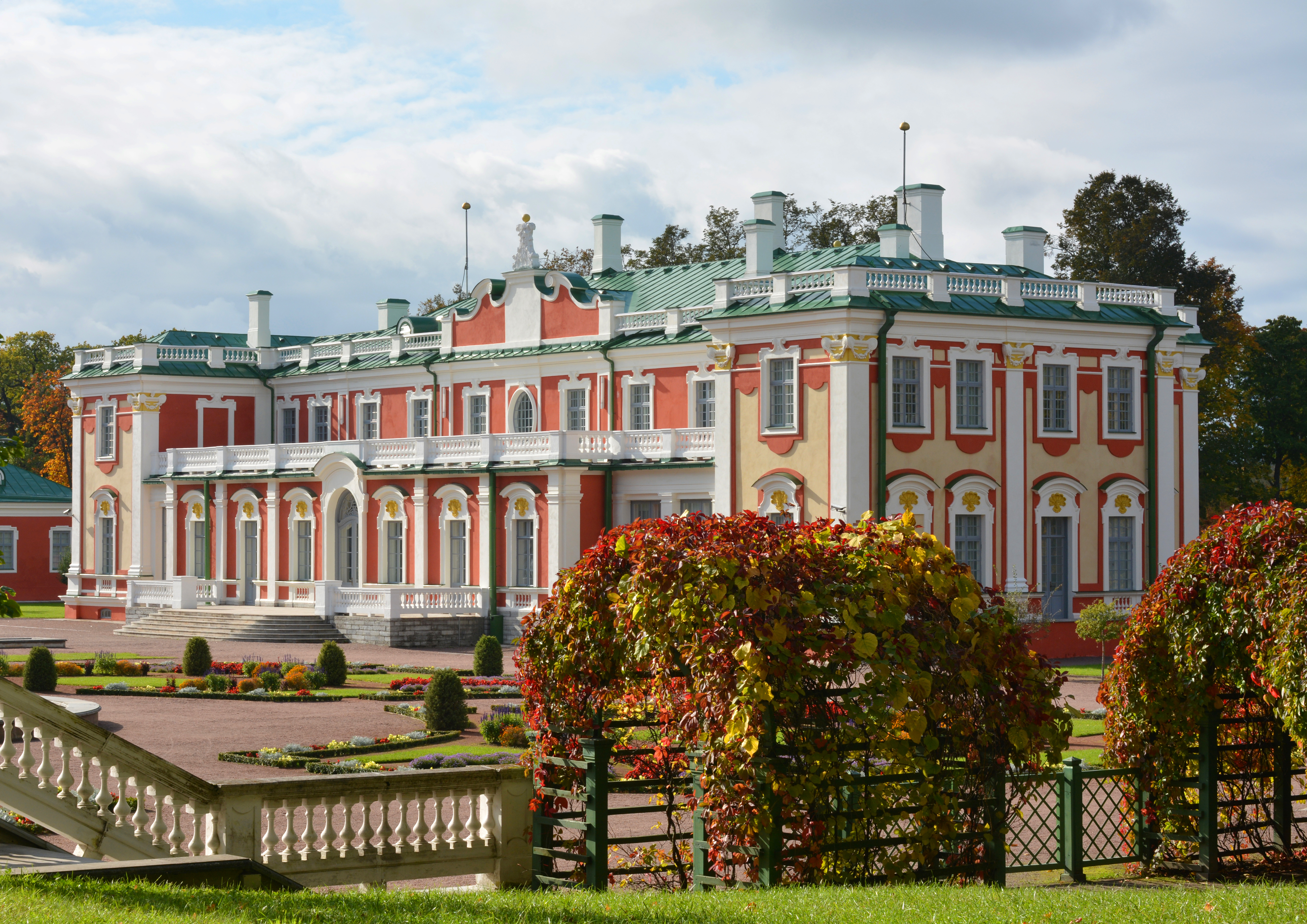
Fachada trasera.
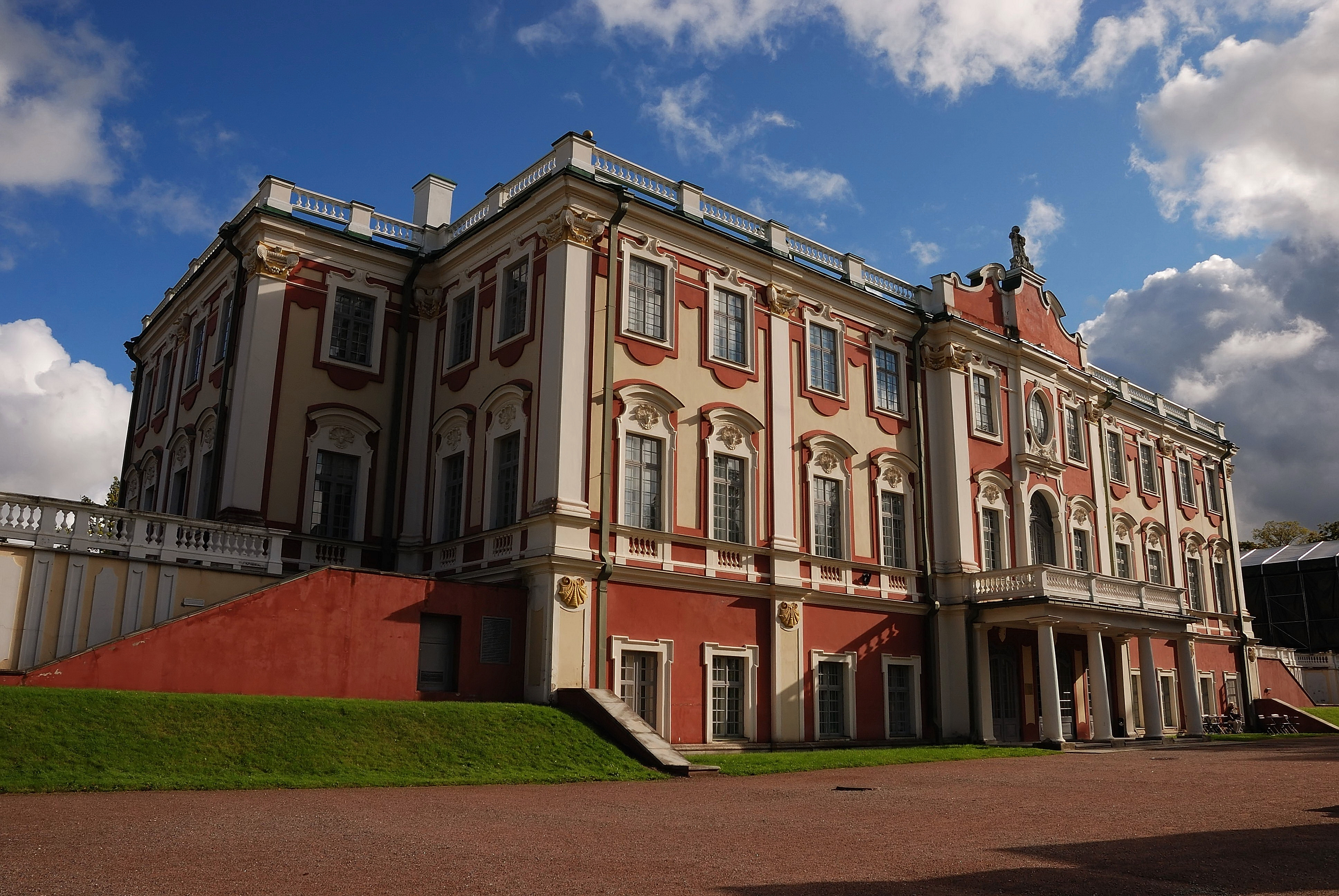
Fachada  principal al atardecer.
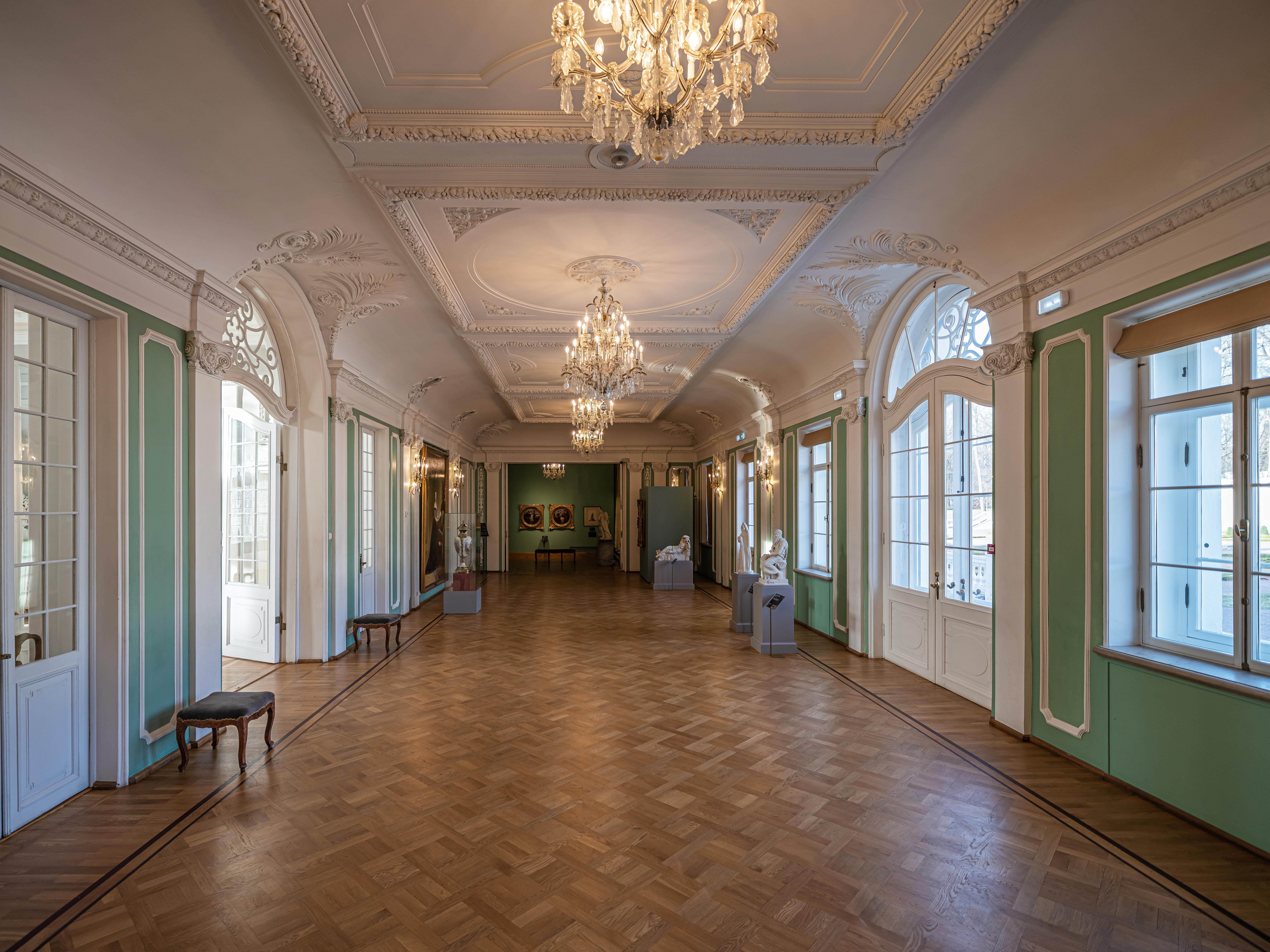
Vista del interior.
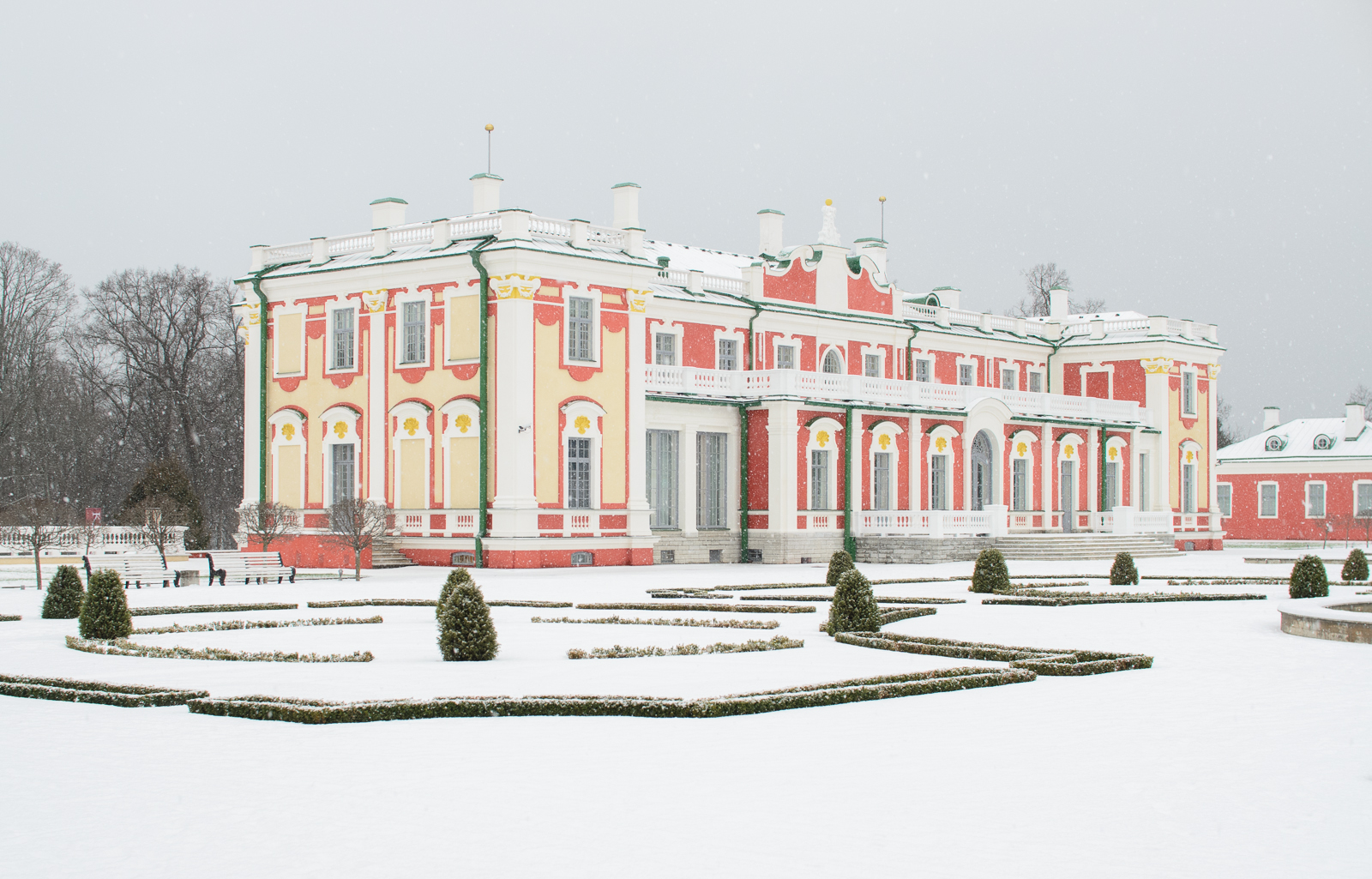
El palacio en invierno.
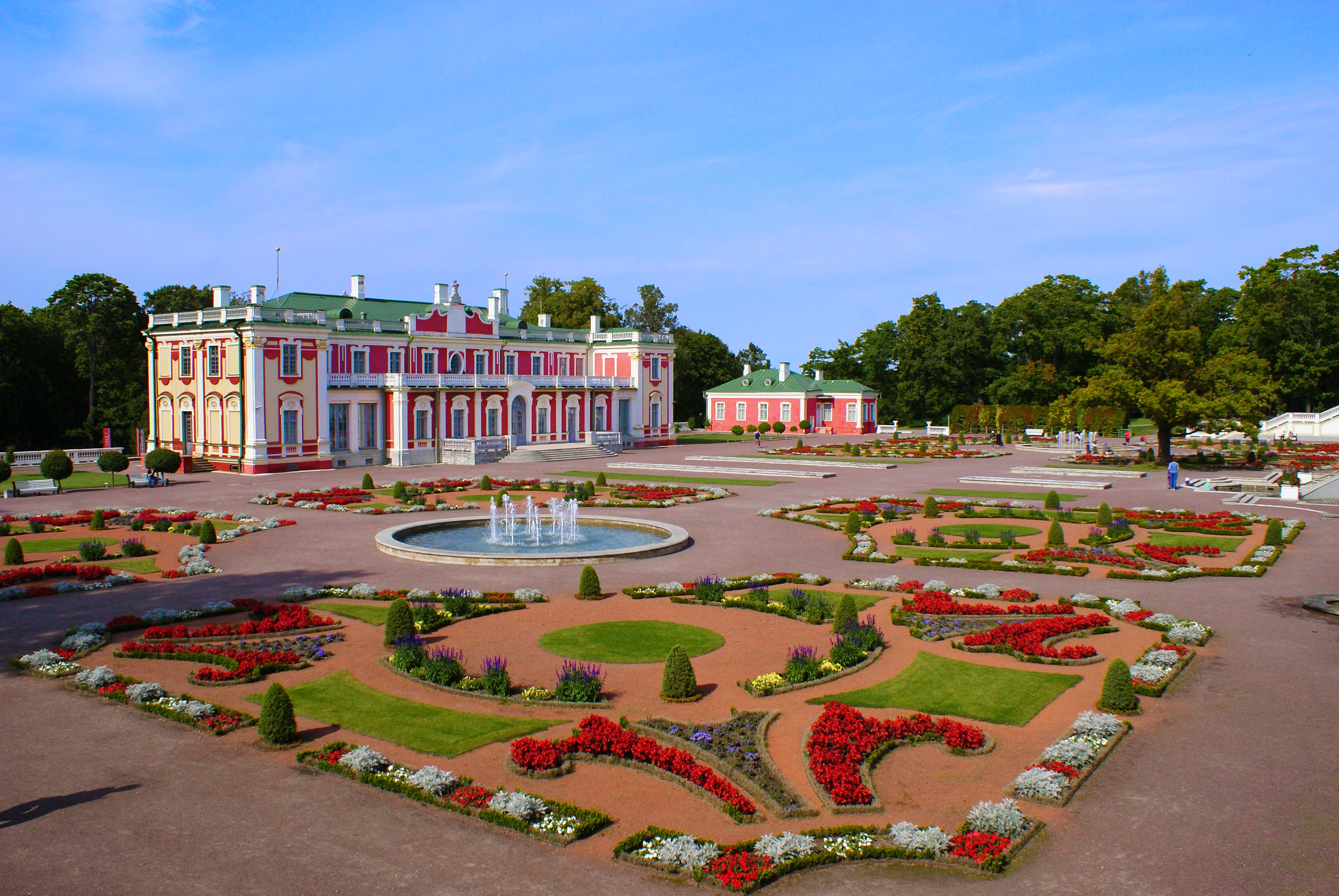
Parterres del palacio.
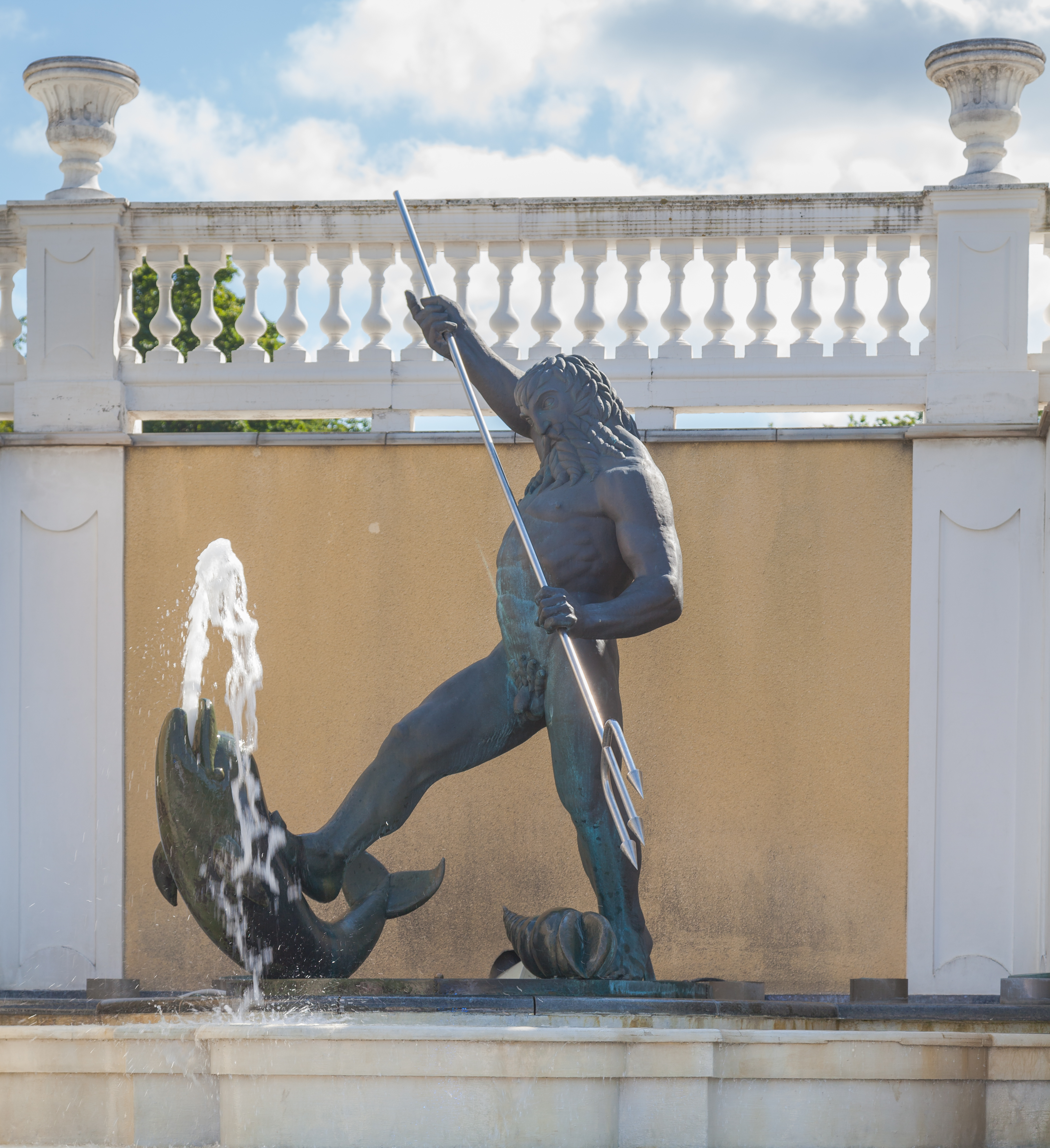
Fuentes de Poseidón en el jardín.